# Antonín Blažek (architekt)
Antonín Blažek (22. února 1874 Derfle, nyní Sady u Uherského Hradiště – 5. srpna 1944 Uherské Hradiště) byl český architekt.

## Život
Antonín Blažek ve svém studiu započal na Odborné dřevařské škole ve Valašském Meziříčí. Poté přešel na českou průmyslovou školu v Brně, kde v roce 1896 odmaturoval. V letech 1898–99 se vydal studovat na Vysokou školu uměleckoprůmyslovou v Praze, zde studoval pod Friedrichem Ohmannem. S ním pak odešel do Vídně, kde dále pak pokračoval ve studiu na Vídeňské akademii pod vedením Victora Luntze (1900–03). 
Kolem roku 1905 se s rodinou nastěhoval do Králova Pole a zřídil si zde ateliér a projekční kancelář. Byl také jedním ze zakládajících členů Sdružení výtvarných umělců moravských (SVUM).
Jeho vnukem byl spisovatel Jan Trefulka.

## Dílo (výběr)
- 1901–1908 – interiér kostela Korunování Panny Marie, Mariánské Hory
- 1902–1903 – Hotel Slavia A. Müllera a přilehlé domy, Brno, Solniční a Česká
- 1906–1913 – Kostel svatého Cyrila a Metoděje, Bílovice nad Svitavou
- 1908 – Jubilejní obecná škola, Komín, Kristenova ulice
- 1908 – Hostinec U Dvořáků, Komín, Hlavní
- 1909 – Dívčí škola, Holešov
- 1910–1913 – Dům umělců, Hodonín, Úprkova
- 1910 – činžovní vila J. Krajíčka, Luhačovice, Uherskobrodská ul.
- 1911–1912 – Sokolovna, Boskovice, Sokolská
- 1912–1914 – Chlapecká a dívčí obecná a měšťanská škola, Slovanské náměstí, Královo Pole
- 1913 – přestavba a rozšíření kostela svatého Vavřince, Komín
- 1926–1927 – Okresní nemocenská pokladna, Hodonín, Národní tř.
- 1926–1928 – Okresní soud a poštovní úřad, Hodonín, Velkomoravská
- 1927–1929 – Gymnázium, Slovanské náměstí, Brno-Královo Pole
- 1927–1931 – Obecná škola chlapecká a dívčí, Hodonín, Mírové nám
- 1930 – Vila malíře Stanislava Lolka, Uherské Hradiště[3][4]

## Galerie

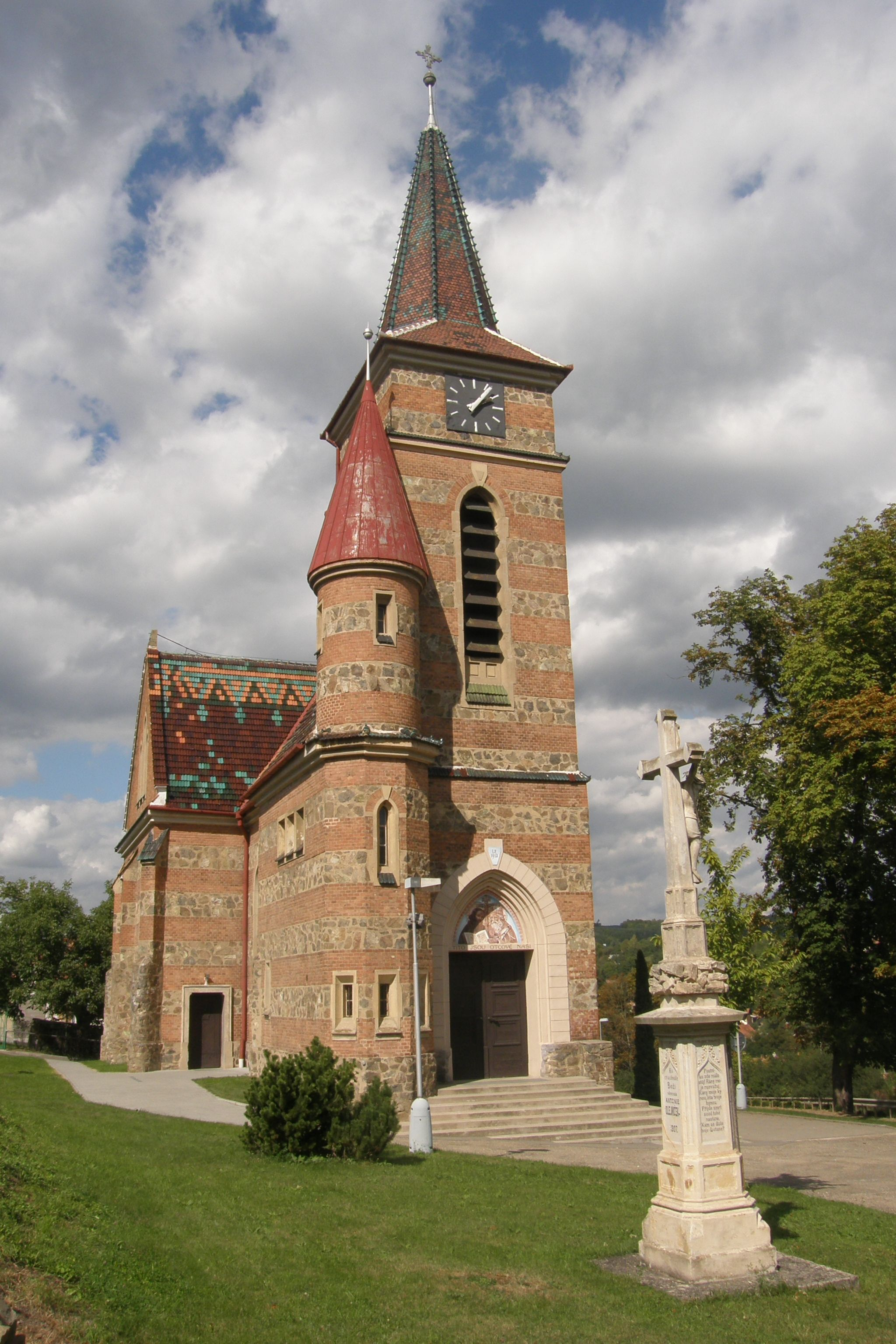
Kostel svatého Cyrila a Metoděje v Bílovicích nad Svitavou
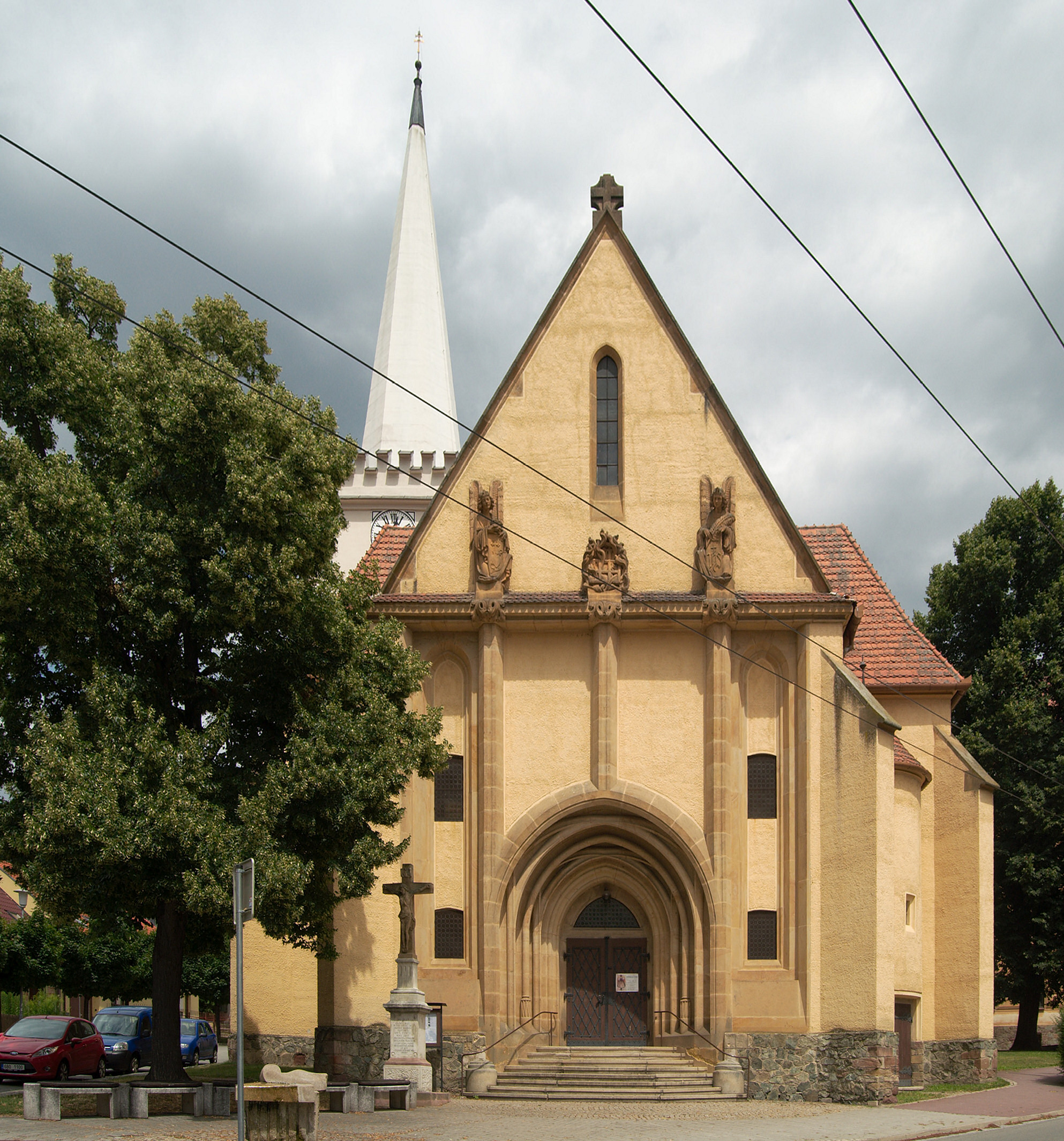
Kostel svatého Vavřince v Brně-Komíně
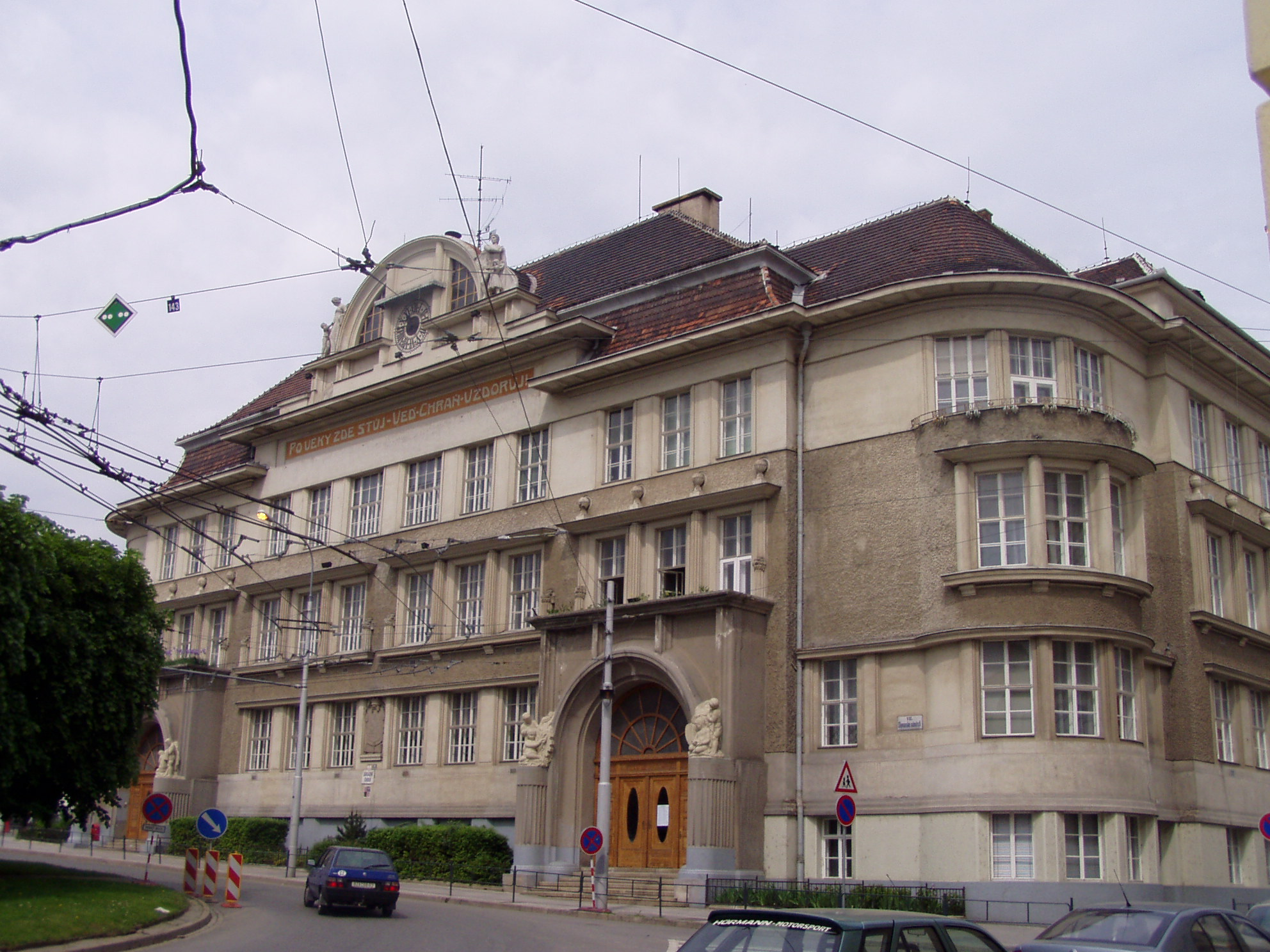
Secesní škola na Slovanském náměstí v Brně
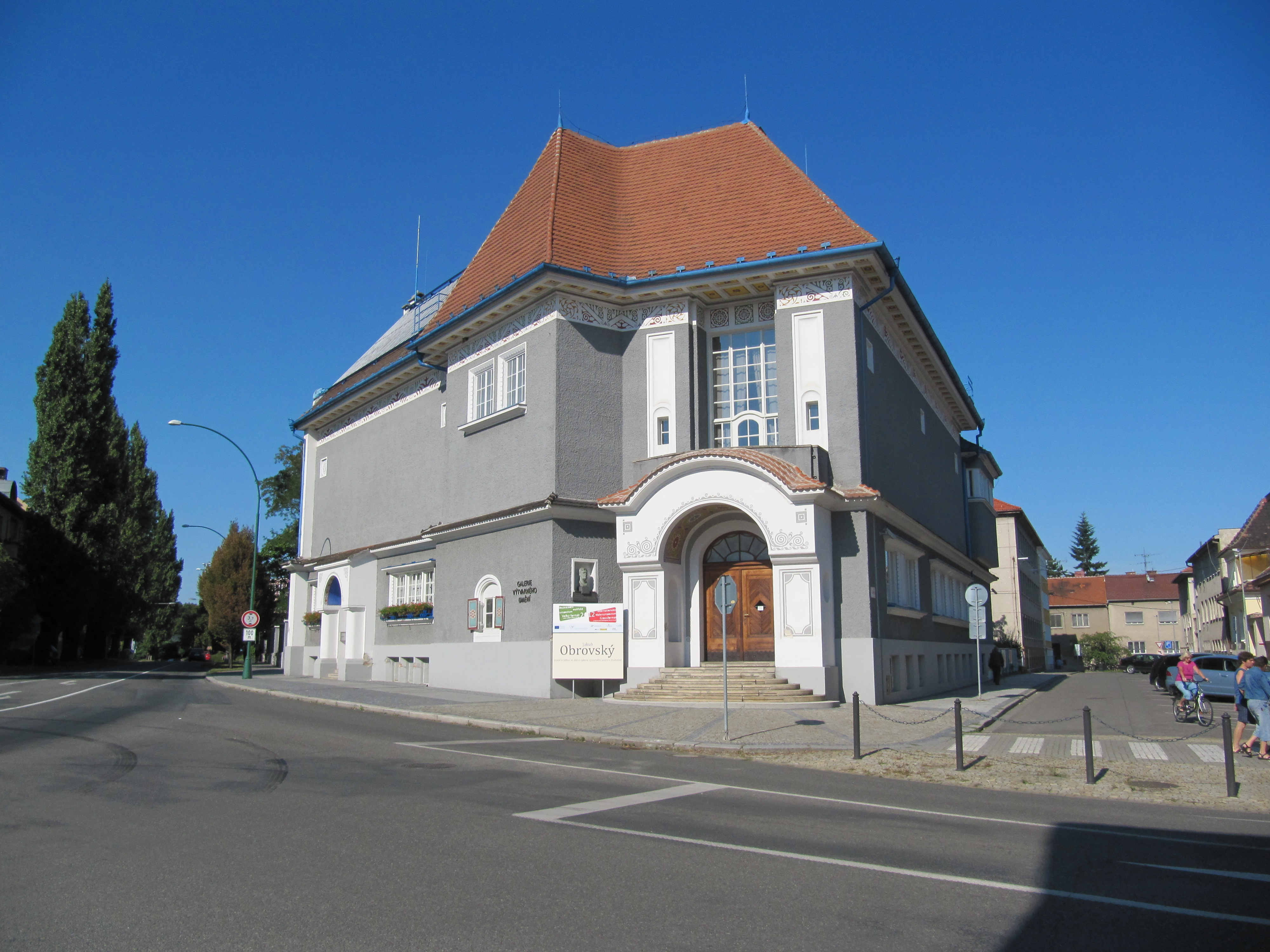
Dům umělců v Hodoníně